# Какіса
Какіса (англ. Kakisa) — поселення в Канаді, у  Північно-західних територіях.

## Населення
За даними перепису 2016 року, поселення нараховувало 36 осіб, показавши скорочення на 20,0%, порівняно з 2011-м роком. Середня густина населення становила 0,4 осіб/км².

## Клімат
Середня річна температура становить -2,8°C, середня максимальна – 20,9°C, а середня мінімальна – -30,6°C. Середня річна кількість опадів – 301 мм.
| Клімат поселення                              | Клімат поселення | Клімат поселення | Клімат поселення | Клімат поселення | Клімат поселення | Клімат поселення | Клімат поселення | Клімат поселення | Клімат поселення | Клімат поселення | Клімат поселення | Клімат поселення | Клімат поселення |
| Показник                                      | Січ.             | Лют.             | Бер.             | Квіт.            | Трав.            | Черв.            | Лип.             | Серп.            | Вер.             | Жовт.            | Лист.            | Груд.            |                  |
| Середній максимум, °C                         | −16,66           | −13              | −7,07            | 5,45             | 14,01            | 20,78            | 20,85            | 18,57            | 12,44            | 4,02             | −8,7             | −16,63           |                  |
| Середня температура, °C                       | −23,63           | −19,99           | −14,04           | −1,53            | 7,02             | 13,82            | 16,56            | 14,27            | 8,13             | −0,27            | −13,02           | −20,94           |                  |
| Середній мінімум, °C                          | −30,59           | −26,96           | −21,02           | −8,49            | 0,05             | 6,85             | 12,24            | 9,97             | 3,84             | −4,57            | −17,32           | −25,24           |                  |
| Норма опадів, мм                              | 17               | 15               | 16               | 16               | 24               | 31               | 45               | 39               | 31               | 23               | 23               | 21               |                  |
| Середньомісячна швидкість вітру, м/с          | 2.00             | 2.10             | 2.60             | 2.90             | 3.06             | 2.80             | 2.60             | 2.70             | 2.90             | 2.80             | 2.49             | 2.00             |                  |
| Середньомісячна сонячна радіація, кДж/м²·день | 1392             | 4170             | 9768             | 16322            | 20533            | 22177            | 20270            | 15509            | 9475             | 4390             | 1657             | 836              |                  |
| --------------------------------------------- | ---------------- | ---------------- | ---------------- | ---------------- | ---------------- | ---------------- | ---------------- | ---------------- | ---------------- | ---------------- | ---------------- | ---------------- | ---------------- |
| Джерело:                                      |                  |                  |                  |                  |                  |                  |                  |                  |                  |                  |                  |                  |                  |